# 菅沼五郎
菅沼 五郎 （すがぬま ごろう、1905年 - 1999年4月19日）は、愛知県出身の日本の彫刻家である。

## 経歴
菅沼五郎は、1905年、愛知県豊橋市の銀行家の家庭に生まれ、上京して東京美術学校で朝倉文夫に彫刻を学んだ。池袋モンパルナスの一画にあった貸しアトリエ「桜ヶ丘パルテノン」を仕事場にする。1941年、『婦』で第4回新文展の特選を受賞。
1950年、彫刻部を新設した二紀会に加盟し、翌年には彫刻部新委員を引き受けている。1952年、池袋モンパルナスで交流の深かった童画家黒崎義介が藤沢市鵠沼海岸が転居した後を追うように自らも鵠沼に転居した。土地は父親が金鵄勲章受章記念に購入してあった別荘地だという。しかし、晩年まで池袋のアトリエに通い、模索と実験を繰り返した。1968年第22回二紀会展出品作で、文部大臣奨励賞を受賞。1974年には二紀会副理事長を務めている。鵠沼では1959年設立された鵠沼公民館で、黒崎義介と共に美術指導の中心的役割を担った。また、「湘南美術研究会」を組織し、プロの美術家を育成した。
1999年4月19日、鵠沼で死去した。享年93。
なお、幸子夫人は大杉栄と伊藤野枝の次女で、生後半年で大杉の妹・牧野田松枝とその夫で軍の通訳書記官をしていた牧野田彦松夫妻の養女となったエマである。幸子と改名して養家のあった中国天津で育ち、小学校卒業後静岡市の叔母（松枝の姉）のもとに移り、静岡英和女学校で学んだ。

## 作品例
- 『山崎軍神像』1944年：（アッツ島の戦いの指揮官山崎保代陸軍中将）
- 『敢闘像（坑夫の像）』1955年：（共作・北海道空知支庁上砂川町「かみすながわ炭鉱館」前）
- 『ボート遭難像』1964年：（鎌倉稲村ヶ崎公園。1910年1月23日の逗子開成中学校ボート遭難事故慰霊像）
- 『名誉市民片山哲先生像』1972年：（藤沢市民会館前）
- 『飛翔』1981年：（鵠沼公民館外壁装飾）
- 『夢の女』1982年：（平塚市文化公園）
- 『聶耳没後五十周年記念レリーフ』1986年：（藤沢市鵠沼海岸湘南海岸公園聶耳記念広場）